# Rédouane Youcef
Rédouane Youcef, né le 29 juillet 1974, est un athlète algérien, spécialiste des épreuves combinées.

## Biographie
Il remporte le concours du décathlon des championnats d'Afrique 1998, à Dakar, et conserve son titre deux ans plus tard en 2000 à Alger. Il se classe troisième de l'édition 2002.

### Palmarès
| Date | Compétition                                   | Lieu         | Résultat | Épreuve   | Performance |
| ---- | --------------------------------------------- | ------------ | -------- | --------- | ----------- |
| 1998 | Championnats d'Afrique                        | Dakar        | 1er      | Décathlon | 7 352 pts   |
| 1999 | Championnats d'Afrique des épreuves combinées | Alger        | 1er      | Décathlon | 7 375 pts   |
| 1999 | Jeux africains                                | Johannesburg | 2e       | Décathlon | 7 401 pts   |
| 1999 | Jeux panarabes                                | Amman        | 3e       | Décathlon | 7 171 pts   |
| 2000 | Championnats d'Afrique                        | Alger        | 1er      | Décathlon | 7 129 pts   |
| 2002 | Championnats d'Afrique                        | Radès        | 3e       | Décathlon | 7 089 pts   |
| 2003 | Jeux africains                                | Abuja        | 3e       | Décathlon | 7 119 pts   |

### Records
| Épreuve   | Performance | Lieu         | Date              |
| --------- | ----------- | ------------ | ----------------- |
| Décathlon | 7 401 pts   | Johannesburg | 15 septembre 1999 |